# Rebekah Neumann
Rebekah Victoria Neumann (apellido de nacimiento Paltrow; nació el 26 de febrero de 1978) es una empresaria estadounidense. Hasta el 22 de septiembre de 2019, se desempeñó como directora de marca e impacto en WeWork, empresa fundada por su esposo, Adam Neumann, y supervisó su programa de educación WeGrow.

## Primeros años y educación
Rebekah Neumann, hija de Evelyn y Bob Paltrow, creció arriba en Bedford, Nueva York y estudió en Horace Mann School. Asistió a Cornell University  para estudiar negocios y budismo.  Más tarde se certificó como instructura de  Jivamukti yoga. Es prima de la actriz Gwyneth Paltrow. Es descendiente de judíos y practica la fe. Anteriormente se le conocía por el apodo de Rebi.

## Carrera profesional
Después de graduarse de la  universidad, Neumann entró al Programa de Ventas y Comercio de  Salomon Smith Barney, ahora conocido como Morgan Stanley Wealth Management. A principios de 2010,  actuó y produjo algunos cortometrajes utilizando su nombre artístico Rebekah Keith.
En 2010, su marido, Adam Neumann, y Miguel McKelvey fundaron  WeWork. En 2017, ella fundó WeGrow, una escuela privada en Chelsea.
En septiembre de 2019, después de que un intento de sacar la empresa a bolsa revelara graves problemas financieros,  se anunció que Rebekah Neumann dejaría el cargo de CEO de WeGrow y renunciaría a su cargo en The We Company.
En octubre de 2019,  se anunció que la escuela WeGrow cerraría al final del año académico.

## Vida personal
Rebekah y el empresario israelí Adam Neumann se conocieron en Nueva York y se casaron en 2008. Tienen seis hijos.
En 2015, su padre Robert Paltrow estuvo sentenciado a seis meses en prisión en tribunal federal, un año de libertad condicional, y una multa de 50 mil dólares después de ser condenado por falsificar sus declaraciones de impuestos. Según el comunicado del Departamento de Justicia, las declaraciones de Robert correspondientes a los años 2007 y 2008 dieron lugar a un impago de 798,969 dólares en concepto de impuesto sobre la renta.

## En cultura popular
En la serie WeCrashed (2022) de Apple TV+, Rebekah Neumann es interpretada por Anne Hathaway.

## Filmografía

### Largometrajes
| Año  | Título         | Papel                              | Notas               |
| ---- | -------------- | ---------------------------------- | ------------------- |
| 2010 | Poder que mata | Diplomática de las Naciones Unidas | Papel no acreditado |
| 2010 | Nómadas        | Sam                                |                     |

### Cortometrajes
| Año  | Título      | Papel     | Notas |
| ---- | ----------- | --------- | ----- |
| 2010 | Awake       | Ara       |       |
| 2012 | Aunt Louisa | Katherine |       |